# 麦松威
麦松威（英語：Thomas Chung Wai Mak, 1936年10月—），出生于香港，祖籍广东鹤山，结构化学家，中国科学院院士。

## 生平
麦松威早年就讀香港華仁書院，曾為香港中文大學崇基學院首任理學院院長張雄謀的學生（當時張雄謀在香港華仁書院兼職教授化學）。受張雄謀啓發，麥松威希望大學修讀化學工程，但是因為香港大學未開辦相關課程，故決定遠赴加拿大就讀大學。麥松威1960年获加拿大英属哥伦比亚大学荣誉理学士学位，1963年获该校哲学博士学位。1963年至1965年任美国匹兹堡大学晶体学系副研究员，1965年至1969年任加拿大西安大略大学化学系副教授。1969年起任职香港中文大学，现为该校伟伦讲座教授，并担任Polyhedron中国区副主编，Crystal Engineering编委等。2001年增选为中国科学院院士。
麦松威长期从事无机合成、晶体结构和晶体工程、超分子化学等方面研究，并讲授普通化学，化学键，无机化学和X射线晶体衍射等课程。

## 著作
他在国际学报上发表论文900余篇，并有专著8篇。
代表性专著有：
- Crystallography in Modern Chemistry: A Resource Book of Crystal Structures，纽约Wiley-Interscience公司1992年出版（与周公度合著）
- 《高等无机结构化学》（第二版）北京大学出版社2006年出版（与周公度、李伟基合著）等。